# Brasserie de l'Abbaye des Rocs
Brasserie de l'Abbaye des Rocs is een kleine Belgische brouwerij opgericht in 1979 en gelegen in de Henegouwse dorp Montignies-sur-Roc, een deelgemeente van de gemeente Honnelles. De brouwerij richt zich grotendeels op export richting Verenigde Staten via D&V International in Florida en brouwt veelal op bestelling. Haar assortiment is daardoor variabel.

## Bieren
Onderstaande bieren worden gebrouwen in deze brouwerij :
- Abbaye des Rocs Blonde - 7,5%
- Abbaye des Rocs Brune - 9%
- Abbaye des Rocs Grand Cru - 10%
- Abbaye des Rocs Spéciale Noël - 9%
- Blanche des Honnelles - 6%
- Brasserie des Rocs Triple Impériale - 10%
- Montagnarde - 9%
- Montagnarde Altitude 6 - 6%
- Nounnette - 7,5%
- Nuits Blanches - 7,5%
- Schaerbeekoise - 9%